# Diachrysia disjunctascintillans
Diachrysia disjunctascintillans är en fjärilsart som beskrevs av Barend J. Lempke 1934. Diachrysia disjunctascintillans ingår i släktet Diachrysia och familjen nattflyn. Inga underarter finns listade i Catalogue of Life.